# Macropsis formosa
Macropsis formosa är en insektsart som beskrevs av Dubovsky 1966. Macropsis formosa ingår i släktet Macropsis och familjen dvärgstritar. Inga underarter finns listade i Catalogue of Life.